# Aix-Noulette
Aix-Noulette är en kommun i departementet Pas-de-Calais i regionen Hauts-de-France i norra Frankrike. Kommunen ligger i kantonen Sains-en-Gohelle som tillhör arrondissementet Lens. År 2022 hade Aix-Noulette 3 915 invånare.

## Befolkningsutveckling
Antalet invånare i kommunen Aix-Noulette
| Referens: INSEE |